# Jay Brannan
 (novembre 2018).
Si vous disposez d'ouvrages ou d'articles de référence ou si vous connaissez des sites web de qualité traitant du thème abordé ici, merci de compléter l'article en donnant les références utiles à sa vérifiabilité et en les liant à la section « Notes et références ».
Pour les articles homonymes, voir Brannan.
Jay Brannan est un auteur, compositeur et interprète américain né le 29 mars 1982 à Houston, Texas.

## Biographie
Jay Brannan a étudié deux semestres au Conservatoire de musique de l'Université de Cincinnati.
Par la suite il a déménagé en Californie, tout d'abord à Palm Springs et ensuite à Los Angeles. Actuellement il réside à New York.
Il a commencé sa carrière en filmant ses chansons et en les publiant sur YouTube et sur son site personnel. En mars 2007, il met en ligne sur Myspace quatre de ses chansons. Elles ont été suivies la même année par un premier album EP Unmastered et son premier album complet Goddamned produit par Will Golden. Ce dernier est sorti sur iTunes le 1er juillet 2008. Le CD du dernier opus est disponible sous le label Great Depression Records depuis le 15 juillet 2008.
Il a effectué une tournée internationale en 2008 en passant notamment par les États-Unis, l'Europe et l'Australie.
Ouvertement homosexuel, il traite de ce sujet dans nombre de ses chansons. Il est une figure du milieu LGBT.

## Discographie
- 2007 : Unmastered (EP)
- 2008 : Goddamned
- 2009 : In Living Cover
- 2012 : Rob Me Blind
- 2014 : Always, Then And Now

## Filmographie
- 2006 : Shortbus (Shortbus), réalisé par John Cameron Mitchell : Ceth
- 2007 : Holding Trevor, réalisé par Rosser Goodman : Jake
- 2013 : Kiss of the Damned d'Alexandra Cassavetes : Hans